# أليكسي نيكيتين
أليكسي نيكيتين (الروسية: Никитин, Алексей Валерьевич) (27 يناير 1992 بموسكو في روسيا - ) هو لاعب كرة قدم روسي في مركز الدفاع. شارك مع منتخب روسيا تحت 17 سنة لكرة القدم ومنتخب روسيا تحت 19 سنة لكرة القدم ومنتخب روسيا تحت 21 سنة لكرة القدم. أما مع النوادي، فقد لعب مع أمكار بيرم ونادي أوفا ونادي سيسكا موسكو ونادي ينيسي كراسنويارسك ‏.

## وصلات خارجية
- أليكسي نيكيتين على موقع قاعدة بيانات كرة القدم.إي يو (الإنجليزية)
- أليكسي نيكيتين على موقع Soccerway.com (الإنجليزية)
- أليكسي نيكيتين على موقع عالم كرة القدم.نت (الإنجليزية)